# フォン・エブネル腺
フォン・エブネル腺(英: Von Ebner's gland)の名称はオーストリアの組織学者であるAnton Gilbert Victor von Ebner, Ritter von Rosensteinにちなむ。
フォン・エブネル腺は舌の有郭乳頭と葉状乳頭の周囲に位置し、舌リパーゼを分泌して口腔内での脂質の加水分解過程を開始させる。